# Ferenczi Benő
Csik-szentkirályi Ferenczi Benő (Kászonújfalu, 1842. július 2. – Baja, 1915. december 12.) magyar királyi államvasuti főellenőr.

## Életútja
Tanulmányait Csíksomlyón és Marosvásárhelyt végezte. 1864-ben mint közigazgatási gyakornok megyei szolgálatba lépett, ahol 1867-ben az első alkotmányos tisztújítás alkalmával szolgabíróvá választották. Az alkotmány visszaállítása után a rohamosan létrejövő vasutak adminisztrációját idegenek lepték el; ezért a közvélemény mind sürgetőbben követelte azoknak hazai erőkkel való pótlását, minek fontosságát átérezvén, a megyétől 1870-ben az akkor megnyitott magyar keleti vasúthoz, innét pedig 1873-ban a magyar északkeleti vasúthoz lépett át; ez utóbbinak 1890-ben történt államosításával pedig a magyar királyi államvasutakhoz jutott és ott főellenőrként dolgozott, ezenkivül a vasúti tisztképző tanfolyam rendes tanára volt. Tizenöt évig a nemzetközi vasúti forgalom értekezletein és díjszabási bizottságaiban Európa különböző részeiben folytonosan részt vett és ezen utazásai közben a társadalom, kiváltképpen pedig a közgazdaság terén szerzett külföldi tapasztalatairól sok ismeretterjesztő cikket írt névtelenül a hazai lapokba.

## Munkái
- Calculator. Segédtáblázatok általában szorzási-, osztási- és arányszámolási műveletek végrehajtásához, valamint dijak, illetékek és százalék-kiszámításához. Bpest, 1885. (Ism. Vasuti és Közlekedési Közlöny. Ugyanaz németűl, francziáúl és angolúl Bpest, 1885.)
- Vasuti földrajz. Bpest, 1892. (Mely magában foglalja Európa összes vasutainak a magyar forgalom szempontjából való rendszeres leirását, számos térképpel és egyéb vázlatokkal; mint ilyen az első és úttörő mű a világirodalomban.)